# Tabatinga x-littera
Tabatinga x-littera är en skalbaggsart som beskrevs av Lane 1966. Tabatinga x-littera ingår i släktet Tabatinga och familjen långhorningar. Inga underarter finns listade i Catalogue of Life.